# Mazlan Othman
Mazlan Binti Othman (Seremban, Malasia, 11 de diciembre de 1951) es una astrofísica malasia que ocupó varios puestos de importancia en su país, así como el de directora de la Oficina de Naciones Unidas para Asuntos del Espacio Exterior en Viena entre 2010 y 2014.

## Primeros años y educación
Nació en Seremban, en Malasia, y asistió al Kolej Tunku Kurshiah, un destacado internado en Seremban. Sus aptitudes en matemáticas la llevaron a seguir una carrera de ciencias. Aunque su familia la animó a convertirse en médica, decidió estudiar física. Asistió a la Universidad de Otago en Dunedin, Nueva Zelanda, con una beca del plan Colombo, graduándose con honores en 1975. Se unió entonces a la Universidad Nacional de Malasia como tutora, pero negoció una extensión de su beca para volver a Otago y obtener un doctorado en física en 1981, siendo la primera mujer en conseguirlo desde la fundación de la universidad en 1869.

## Carrera
Dato' Mazlan Othman volvió a Malasia como la primera astrofísica del país, y trabajó para crear un plan de estudios en astrofísica en la universidad nacional, así como para crear conciencia y conocimiento de astronomía y de asuntos del espacio. También realizó investigación durante un semestre en el Observatorio Kiso en Japón.
Su interés en la educación pública fue recompensado en 1990 cuando el primer ministro Mahathir Mohamad, un firme defensor de la educación y la ciencia, la colocó a cargo de la división del planetario del departamento del primer ministro, supervisando el desarrollo del Planetario Negara, el planetario nacional de Malasia en Kuala Lumpur. Tras la apertura del planetario en 1993, Mazlan pasó a ser directora general de la nueva División de Estudios de la Ciencia del Espacio del gobierno, desde donde desarrolló un programa de desarrollo de microsatélites. Recibió una cátedra al año siguiente.
En noviembre de 1999, Kofi Annan, Secretario General de las Naciones Unidas, nombró a Mazlan directora de la Oficina de Naciones Unidas para Asuntos del Espacio Exterior (UNOOSA) en Viena. A solicitud del primer ministro Mahathir, volvió a Malasia en julio de 2002 para servir durante cinco años como directora general fundadora de Angkasa, la Agencia Espacial Nacional Malasia, donde su trabajo llevó al lanzamiento del primer astronauta malasio, Sheikh Muszaphar Shukor.
Mazlan fue reelegida directora de UNOOSA en 2007 por el secretario general Ban Ki-moon, y dejó Angkasa para volver a dicho puesto ese diciembre. En UNOOSA llevó asuntos de cooperación internacional en el espacio, prevención de colisiones y basura espacial, uso de plataformas de sensor remoto en el espacio para desarrollo sostenible, coordinación de la ley espacial entre países y riesgos de asteroides cercanos a la Tierra, entre otros temas.
En septiembre de 2010 varias fuentes periodísticas informaron de que las Naciones Unidas podrían nombrar pronto a Othman embajadora para contactos extraterrestres, aparentemente basándose en declaraciones que realizó sugiriendo que la ONU coordinaría cualquier respuesta internacional a tales contactos, y en su aparición programada en la Royal Society ese octubre, «Hacia una agenda científica y social sobre la vida extraterrestre». Sin embargo, un portavoz de la ONU desmintió los informes como un «sinsentido», negando cualquier plan para extender las funciones de UNOOSA, y en un correo a The Guardian, Othman afirmó, de acuerdo a los deseos de las Naciones Unidas que «suena realmente bien, pero tengo que negarlo». Explicó más tarde que su charla ilustraría cómo los asuntos extraterrestres podrían convertirse en un tema de discusión en la ONU, usando el ejemplo de la defensa que llevó a la discusión de la ONU sobre objetos próximos a la Tierra y basura espacial.
Tras retirarse de las Naciones Unidas, Othman sirvió en comités consultivos y mesas sobre la ciencia y el espacio, impartió clase como profesora visitante y se convirtió en miembro de la Academia de Ciencias de Malasia. En septiembre de 2017, fue nombrada directora de la Oficina Regional para Asia y el Pacífico del Consejo Internacional para la Ciencia (ICSU).

## Condecoraciones
En la lista de condecoraciones de Agong de 1997, Tuanku Ja'afar, el décimo Yang di-Pertuan Agong de Malasia, le confirió la condecoración federal y la nombró miembro de la orden Panglima Jasa Negara (por servicios meritorios), dándole el trato honorífico de «Datuk».
También en 1997, la alma mater de Othman, la Universidad de Otago, le otorgó el título de Doctor Honorario en Ciencias.
En 2009, por «su trabajo en el desarrollo de la educación en astronomía en Malasia y su papel nacional e internacional líder en ciencia espacial», el Institute of Physics le concedió a Othman su Medalla Presidencial.
En 2013, recibió el «Polastern-Preis» (Premio Polastarn) del Foro Espacial Austriaco por su compromiso con fascinar con el espacio por encima y más allá del deber.

## Vida personal
Dato' Mazlan Othman tiene dos hijos y dos nietos. Vive con su hija menor en Viena, Austria.[cita requerida]